# Isshin Chiba
Isshin Chiba (千葉 一伸 Chiba Isshin?,  Kesennuma, Prefectura de Miyagi, 26 de junio de 1968) es un actor de voz japonés, afiliado a Arts Vision. Ha participado en series como Chobits, Detective Conan, Saint Seiya: Soul of Gold y GeGeGe no Kitarō, entre otras. 

## Filmografía

### Anime
- .hack//Legend of the Twilight como Ginkan
- .hack//Roots como Ginkan y Nasubi
- .hack//SIGN como Ginkan
- Accel World como Araya
- AM Driver como Taft Krema
- Aoki Densetsu Shoot! como Yutaka Sasaki
- Avenger como Pan
- Beast Saga como Zebrax
- Beyblade Metal Fury como Johannes
- Bleach como Kouga Kuchiki
- Brain Powerd como K.D. Dean
- Brigadoon como Michael Collins
- Chobits como Jima
- Cybercat Kurochan como Bais, el Dr. Howard Oz/Dr. Big, Dunk, Gocchi y Takisawa-kun
- Cyborg 009 (2001) como Shinichi Ibaraki
- D.Gray-man como Komlin IV
- Daigunder como Trihorn
- Dance in the Vampire Bund como Seichi Hirai
- Densetsu no Yūsha no Densetsu como el padre de Arua
- Detective Conan como Anzai Keiji, el detective Hirose, Hosono, Jiro Kobayashi, Kishida, Kitano y Teranishi
- Devilman Lady como Supageru
- Digimon Savers como Tsubasa Hayase
- Drifters como Aram (ep 2)
- El Barón Rojo como Chan Pua
- F-Zero como Clank Hughes (adulto), el Dr. Clash y John Tanaka
- Fate/Zero (2012) como Norikata Emiya
- Full Metal Panic? Fumoffu como Shiro Nanba
- Futari wa Pretty Cure Splash Star como Karehaan
- Gad Guard como Litchi y Sharks
- Gallery Fake como Funakoshi
- Gasaraki como Kiyoharu Gowa
- GeGeGe no Kitarō (2007) como Kankichi y Ransubuiru
- Ginban Kaleidoscope como Kazuya Arat y Kazuya Nitta
- Gintama como Jouji
- GR -GIANT ROBO- como Katsumi Arashi
- Great Teacher Onizuka como Hiroshi Kochatani y Ryuji Danma
- Gundam SEED Destiny como Arnold Neumann y Ledonir Kisaka
- Gundam X como Nine
- H2 como Tanaka
- Hoshi no Kirby como Monsieur Goan y Yamikage
- Inazuma Eleven: GO, Chrono Stone como Oda Nobunaga
- Jigoku Shōjo Futakomori como Leon Yamada
- Junjō Romantica como Keiichi Sumi
- Junjō Romantica 2 como Keiichi Sumi
- Kacho-Ohji - HARD ROCK save the SPACE como Tokusatsu
- Kaitou Saint Tail como Joseph
- Karasu Tengu Kabuto como Chiryu
- Kindaichi Shounen no Jikenbo como Shimazu
- Kindaichi Shōnen no Jikenbo Returns como Li Pai Long
- Kishin Taisen Gigantic Formula como Makio Makabe
- La Ley de Ueki como Grano
- Magic Knight Rayearth (1995) como Masaru Shidou
- Magical Project S como Chibiroku
- Majin Bone como Vise/Dark Eagle
- Manmaru the Ninja Penguin como Dotahachi
- Mobile Suit Gundam SEED como Arnold Neumann, Ledonir Kisaka y Yuri Amalfi
- Mobile Suit Gundam Wing como Ahmad, el General Septem y Nanaki
- Mugen no Ryvius como Stein Heigar
- Naruto como Hijiri Shimon
- Naruto Shippūden como Shibuki
- Ninja Boy Rantaro como Rikichi Yamada
- Nō-Rin como Rōraita
- One Piece como Gladius, Hammond y Mikazuki
- Onmyou Taisenki como Tsubaki no Houshun
- Phantom: Requiem for the Phantom como el Maestro Scythe
- Planetes como Bakti y Herik
- Pokémon: Generación Avanzada como Oscar
- Pumpkin Scissors como Dolton
- R.O.D -The TV- como Ryuji Kitayama
- Ragnarok The Animation como Blacksmith
- Rockman.EXE Stream como Barrel
- Roleplay Densetsu Hepoi como Yuushi Gankurosu
- Ryūsei no Rockman Tribe como Empty
- S-cry-ed como Emergy Maxfell y Kurusu
- Sailor Moon SuperS como Kitakata
- Saint Seiya: Soul of Gold como Eikþyrnir Surtr
- Samurai Champloo como Ichiemon
- Samurai Deeper Kyo como Noboyuki Sanada
- Sasami-san@Ganbaranai como Baron Samedi
- Seikai no Monshō como Deesh
- Seikai no Senki como Beikal
- Seikai no Senki II como Beikal y Tomasof
- Shigofumi: Stories of Last Letter como Funabori
- Shijō Saikyō no Deshi Ken'ichi como Takashi Furukawa
- Shin Sekai Yori como Noguchi
- Shippu! Iron Leaguer como Segal
- Sket Dance como Taiki Saratani
- Sōten Kōro como Sou Jin (Cáo Rén)
- Tenjō Tenge como Wutan
- The Legend of the Mystical Ninja como Ikataro y el padre de Tsukasa
- The Prince of Tennis como Michael Lee
- Transformers: Armada como Sandstorm y Silverbolt
- Transformers Energon como SandStorm, Snowstorm y Superion
- Trigun como Gene
- Wedding Peach como Susumu Shindō

### OVAs
- .hack//GIFT como Ginkan
- .hack//Unison como Ginkan
- Aoyama Gōshō Tanpen-shū 2 como Tatsuya Nakashiro
- Fushigi Yugi Eikoden como Cho
- Giant Robo The Animation: Chikyū ga Seishisuru Hi como Gen Shōshichi
- Gundam Wing: Endless Waltz como Ahmad
- Jewel BEM Hunter Lime como Masahiko
- Konpeki no Kantai como el Almirante Arnold Fletcher, el Capitán Ikushi Kurata, el Coronel Akihiko Itou y Hideo Ozaki
- Matriculated como Raul
- Meitantei Conan: Conan to Heiji to Kieta Shounen como Yousuke Moriguchi
- Minerva no Kenshi como Harif
- Mobile Suit Gundam: The 08th MS Team como Mike y Runen
- Mobile Suit Gundam Seed Destiny Final Plus: The Chosen Future como Arnold Neumann
- Naruto: Batalla en la cascada oculta: ¡yo soy el héroe! como Shibuki
- Shin Kaitei Gunkan como Hino
- Sokihei M.D. Geist como Sakamoto
- Tokyo Babylon (1994) como el Detective Hamaji
- Yamato 2520 como Gemushi/Dog

### Películas
- Aoki Densetsu Shoot! como Yutaka Sasaki
- Detective Conan: El francotirador de otra dimensión como el Detective Chiba
- Detective Conan: Testigo presencial como el Detective Chiba
- Gundam Wing: Endless Waltz como Ahmad
- Kindaichi Shounen no Jikenbo como Midorikawa
- Macross II: Lovers Again como Mesena
- Meitantei Conan: Chinmoku no Quarter como el Detective Chiba
- Meitantei Conan: Jūichi-ninme no Striker como el Detective Chiba
- Meitantei Conan: Senritsu no Full Score como el Detective Chiba
- Meitantei Conan: Shikkoku no Chaser como el Detective Chiba
- Meitantei Conan: Suiheisenjyou no Sutorateeji como el Detective Chiba
- Meitantei Conan: Tantei-tachi no Requiem como el Detective Chiba
- Meitantei Conan: Tengoku no Countdown como el Detective Chiba
- Meitantei Conan: Tenkū no Lost Ship como el Detective Chiba
- Mobile Suit Gundam: The 08th MS Team como Runen
- Precure All Stars DX2: Kibō no Hikari—Rainbow Jewel o Mamore! como Karehaan
- Rockman.EXE: Hikari to Yami no Program como Barrel
- Tekken: Blood Vengeance como Jin Kazama

### Especiales de TV
- Mobile Suit Gundam Seed Special Edition como Arnold Neumann y Redneil Kisaka

### CD Drama
- Junjō Romantica como Keiichi Sumi

### Videojuegos
- .hack//G.U. como Sirius y Tenrow
- .hack//Link como Ginkan
- .hack//Mutation como Ginkan
- .hack//Outbreak como Ginkan
- Breath of Fire IV como Cray y Fou-Lu
- Capcom Fighting Evolution como Jedah Dohma
- Capcom vs. SNK 2: Mark of the Millennium como Kyosuke Kagami
- Cross Edge como Jedah Dohma
- Darkstalkers 3 como Jedah Dohma
- Devil Summoner: Soul Hackers como Judah Singh
- Grandia II como Melfice
- Hokuto no Ken: Shinban no Sō-Sōsei Kengō Retsuden como Rei
- JoJo's Bizarre Adventure como Dio Brando
- Legend of Legaia como Gi Delilas
- Magic School Lunar! como Blade
- Namco X Capcom como Jin Kazama y Minamoto no Yoshitsune
- Phantom of Inferno como Scythe Master
- Project Justice: Rival Schools 2 como Kyosuke Kagami
- Project X Zone como Jin Kazama y Jedah Dohma
- Project X Zone 2 como Jin Kazama
- Rival Schools: United by Fate como Kyosuke Kagami
- Romancing SaGa como Gray
- Star Gladiator como Zelkin Fiskekrogen
- Star Ocean: Till the End of Time como Albel Nox
- Street Fighter III como Sean Matsuda
- Street Fighter X Tekken como Jin Kazama
- Tales of Destiny 2 como Magnadeus
- Tekken 3 como Jin Kazama
- Tekken 4 como Jin Kazama
- Tekken 5 como Jin Kazama y Devil Jin
- Tekken 6 como Jin Kazama y Devil Jin
- Tekken Tag Tournament como Jin Kazama
- Tekken Tag Tournament 2 como Jin Kazama y Devil Jin
- Tengai Makyou: The Fourth Apocalypse como Stewart

### Tokusatsu
- Kamen Rider Decade como Garuru

### Doblaje
- Beast Machines como Diagnostic Drone
- Los jóvenes titanes como Dr. Luz